# مارتین اسکورسیزی و رابرت دنیرو
مارتین اسکورسیزی و رابرت دنیرو یک زوج همکار کارگردان و بازیگر آمریکایی هستند که از سال ۱۹۷۳ ده فیلم بلند و یک فیلم کوتاه را با یکدیگر ساخته‌اند. بسیاری از این فیلم‌ها اغلب در میان بزرگ‌ترین فیلم‌های تاریخ قرار می‌گیرند.

## جدول همکاری‌ها
| تاریخ انتشار | عنوان               | استودیو                         | بودجه               | درآمد ناخالص      | راتن تومیتوز |
| ------------ | ------------------- | ------------------------------- | ------------------- | ----------------- | ------------ |
| ۱۹۷۳         | خیابان‌های پایین شهر | برادران وارنر                   | ۵۰۰٬۰۰۰ دلار        | ۳ میلیون دلار     | ٪۹۶          |
| ۱۹۷۶         | راننده تاکسی        | کلمبیا پیکچرز                   | ۱٫۹ میلیون دلار     | ۲۸٫۶ میلیون دلار  | ٪۹۶          |
| ۱۹۷۷         | نیویورک، نیویورک    | یونایتد آرتیستس                 | ۱۴ میلیون دلار      | ۱۶ میلیون دلار    | ٪۵۷          |
| ۱۹۸۰         | گاو خشمگین          | یونایتد آرتیستس                 | ۱۸ میلیون دلار      | ۲۳٫۴ میلیون دلار  | ٪۹۴          |
| ۱۹۸۳         | سلطان کمدی          | استودیوهای قرن بیستم            | ۱۹ میلیون دلار      | ۲٫۵ میلیون دلار   | ٪۹۰          |
| ۱۹۹۰         | رفقای خوب           | برادران وارنر                   | ۲۵ میلیون دلار      | ۴۷٫۱ میلیون دلار  | ٪۹۶          |
| ۱۹۹۱         | تنگه وحشت           | یونیورسال پیکچرز                | ۳۵ میلیون دلار      | ۱۸۲٫۳ میلیون دلار | ٪۷۴          |
| ۱۹۹۵         | کازینو              | یونیورسال پیکچرز                | ۴۰ میلیون دلار      | ۱۱۶٫۱ میلیون دلار | ٪۷۹          |
| ۲۰۱۵         | تست                 | ملکو کراون انترتینمنت           | ۷۰ میلیون دلار      | نامشخص            | ناموجود      |
| ۲۰۱۹         | مرد ایرلندی         | نتفلیکس                         | ۱۵۹–۲۰۰ میلیون دلار | ۸ میلیون دلار     | ٪۹۵          |
| ۲۰۲۳         | قاتلان ماه گل       | اپل تی‌وی پلاس / پارامونت پیکچرز | ۲۰۰ میلیون دلار     | ۱۵۶٫۶ میلیون دلار | ٪۹۵          |